# Aphilopota lapillata
Aphilopota lapillata là một loài bướm đêm trong họ Geometridae.